# Col de la Croix-de-Fer
Pour les articles homonymes, voir Croix de fer (homonymie).

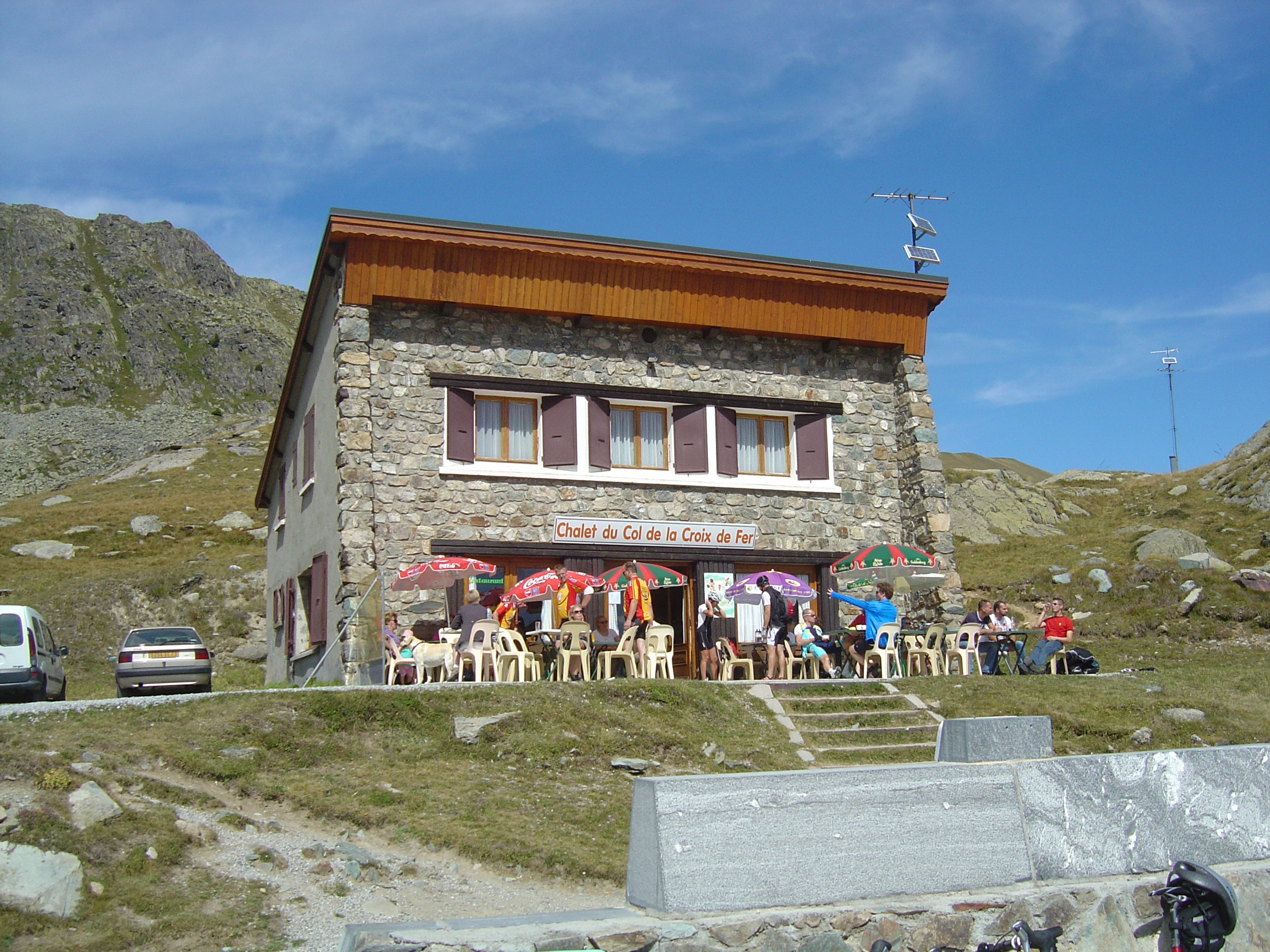
Chalet du col de la Croix-de-Fer.

Le col de la Croix-de-Fer est un col de montagne situé en France sur la commune de Saint-Sorlin-d'Arves dans le département de la Savoie en région Auvergne-Rhône-Alpes.

## Toponymie
Le col de la Croix-de-Fer doit son nom à la présence d'une croix en fer au col.
L'ancien nom du col était col d'Olle, puisqu'il reliait la vallée des Arves à la combe d'Olle, et d'où est issu la rivière de l'Eau d'Olle. Le toponyme Olle aurait deux acceptions, soit il désigne une « excavation creusée par les eaux », soit, moins probable, Olle serait dérivé d'Aquatula (« la petite eau »).

## Géographie

### Situation
Situé à 2 065 mètres d'altitude, le col se trouve à la limite entre les massifs alpins des Grandes Rousses et des Arves. Il relie les communes de Saint-Jean-de-Maurienne au nord-est et du Bourg-d'Oisans au sud, en passant à proximité du col du Glandon, soit les vallées de la Maurienne et de la Romanche.
Traversé par la route départementale 926, il est ouvert à la circulation de juin à octobre.

### Géologie
Le col de la Croix-de-Fer fait géologiquement partie du massif des Grandes Rousses. Dans ce massif, le Houiller, surmonté ou non de Trias discordant, affleure en trois bandes effondrées NNE-SSW. C'est dans la bande la plus orientale (synclinal Houiller oriental ou groupe du Grand Sauvage) qu'affleure le complexe volcano-sédimentaire de la Croix-de-Fer. Ce complexe issu d'un volcanisme post-collision comporte 4 unités qui, de la base au sommet, sont : des brèches et tufs dacitiques lités ; deux coulées andésitiques acides ;  une dernière coulée acide.
Sur les pentes, il est possible d'observer des roches moutonnées, traces du passage d'un glacier.

## Histoire
Appelé autrefois col d'Olle car situé dans la combe d'Olle, lieu de la source de l'Eau d'Olle, le chemin muletier qui emprunta le col durant plusieurs siècles a finalement été transformé en route, d'abord en 1900 de Saint-Sorlin-d'Arves jusqu'au col, puis en 1912 pour son prolongement jusqu'au col du Glandon (inauguration le 14 juillet 1912),. Elle remplace en outre le chemin muletier passant par le col des Arves et Fontcouverte.

## Cyclisme

### Profil de l'ascension
Le versant sud-ouest démarre à Rochetaillée en Isère. Ce versant est long (31,5 km) et irrégulier, mêlant des pourcentages difficiles et des courtes descentes. Il est marqué par quelques cascades sur le bord de la route. On parvient sans trop de peine jusqu’à Allemond où commence véritablement la montée. Deux lacets à 6 % entrecoupés d’un long pont permettent de se hisser jusqu’au barrage du Verney, au-dessus d’Allemond. Mais, par la suite, les trois kilomètres qui précèdent le village du Rivier d’Allemond grimpent jusqu’à 10 % sur certains hectomètres sur des routes ombragées et rectilignes. Après une petite descente d’environ deux kilomètres, apparaît la portion la plus raide de ce versant : une ligne droite avec 11 % de pente (pourcentage maximum à 12 %) qui oblige à immédiatement changer de braquet. Après, la route grimpe sur une petite série d’épingles jusqu’au barrage de Grand'Maison et son lac. Après une nouvelle courte descente, la route grimpe dans des pourcentages avoisinant les 6 à 7 % au milieu des alpages où des marmottes sont présentes.
Depuis Saint-Étienne-de-Cuines, le col de la Croix-de Fer-emprunte le versant nord du col du Glandon avant de terminer par une petite descente de 200 mètres et 2,5 kilomètres à 6 % environ. Avec 22,7 km, il s’agit du versant le plus court mais aussi celui qui possède la pente moyenne la plus élevée car plus régulière.
Le versant nord-est, dont l’ascension commence à Saint-Jean-de-Maurienne est long de 29,5 km. Sur ce versant, on franchit quatre tunnels. Après quatre kilomètres marquées par des rampes à près de 10 % au début, on trouve une petite descente de 2,5 kilomètres de ce côté là aussi suivis de cinq kilomètres à près de 9 %. La suite jusqu’à Saint-Sorlin-d'Arves est globalement moins dure. Mais à partir de ce dernier village, la route est plus étroite et les pourcentages plus sévères, proches de 8 % pour les sept ultimes kilomètres.

### Tour de France
Le Tour de France a emprunté 21 fois ce col depuis 1947. Jusqu'en 1986, il a été classé en 1re catégorie, puis hors catégorie à partir de 1989. Voici les coureurs qui ont franchi le col en tête :
- 1947 : Fermo Camellini  Italie ;
- 1948 : Gino Bartali  Italie ;
- 1952 : Fausto Coppi  Italie ;
- 1956 : René Marigil  Espagne ;
- 1961 : Guy Ignolin  France ;
- 1963 : Claude Mattio  France ;
- 1966 : Joaquim Galera  Espagne ;
- 1986 : Bernard Hinault  France ;
- 1989 : Gert-Jan Theunisse  Pays-Bas ;
- 1992 : Éric Boyer  France ;
- 1995 : Richard Virenque  France ;
- 1998 : Rodolfo Massi  Italie ;
- 1999 : Stéphane Heulot  France ;
- 2006 : Michael Rasmussen  Danemark ;
- 2008 : Peter Velits  Slovaquie ;
- 2012 : Fredrik Kessiakoff  Suède ;
- 2015 (1) : Pierre Rolland  France ;
- 2015 (2) : Alexandre Geniez  France ;
- 2017 : Thomas De Gendt  Belgique ;
- 2018 : Steven Kruijswijk  Pays-Bas ;
- 2022 : Giulio Ciccone  Italie.

### Tour de l'Avenir
Le col de la Croix de Fer était à l'arrivée de la dernière étape du Tour de l'Avenir 2016, grimpé après l'ascension de La Toussuire soit grimpé sur son versant nord-est, dans une étape très courte (72 km). Neilson Powless s'imposait au sommet tandis que David Gaudu conservait son maillot jaune, résistant à toutes les attaques de ses adversaires. Le col de la Croix de Fer faisait son retour lors de la dernière étape du Tour de l'Avenir 2019, grimpé sur son versant ouest mais classé en deuxième catégorie car le col du Glandon comptait dans le classement de la montagne.

### Critérium du Dauphiné
Le col était au programme des éditions de 2008, 2009, 2011 et constituait l'arrivée de la 7e étape du Critérium du Dauphiné 2023 remportée par Jonas Vingegaard qui y assure ainsi sa victoire sur cette édition. Il s'agit de l'arrivée la plus haute dans l'histoire du Critérium du Dauphiné.

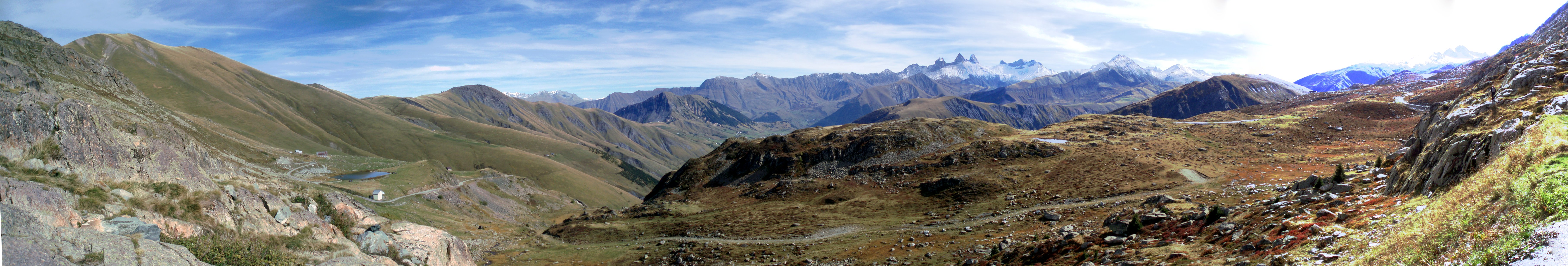
Vue panoramique sur les aiguilles d'Arves du col de la Croix-de-Fer.

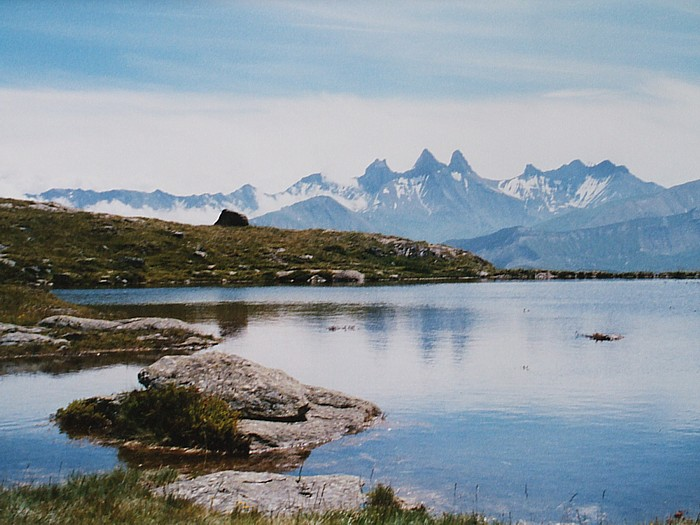
Autre vue sur les aiguilles d'Arves.
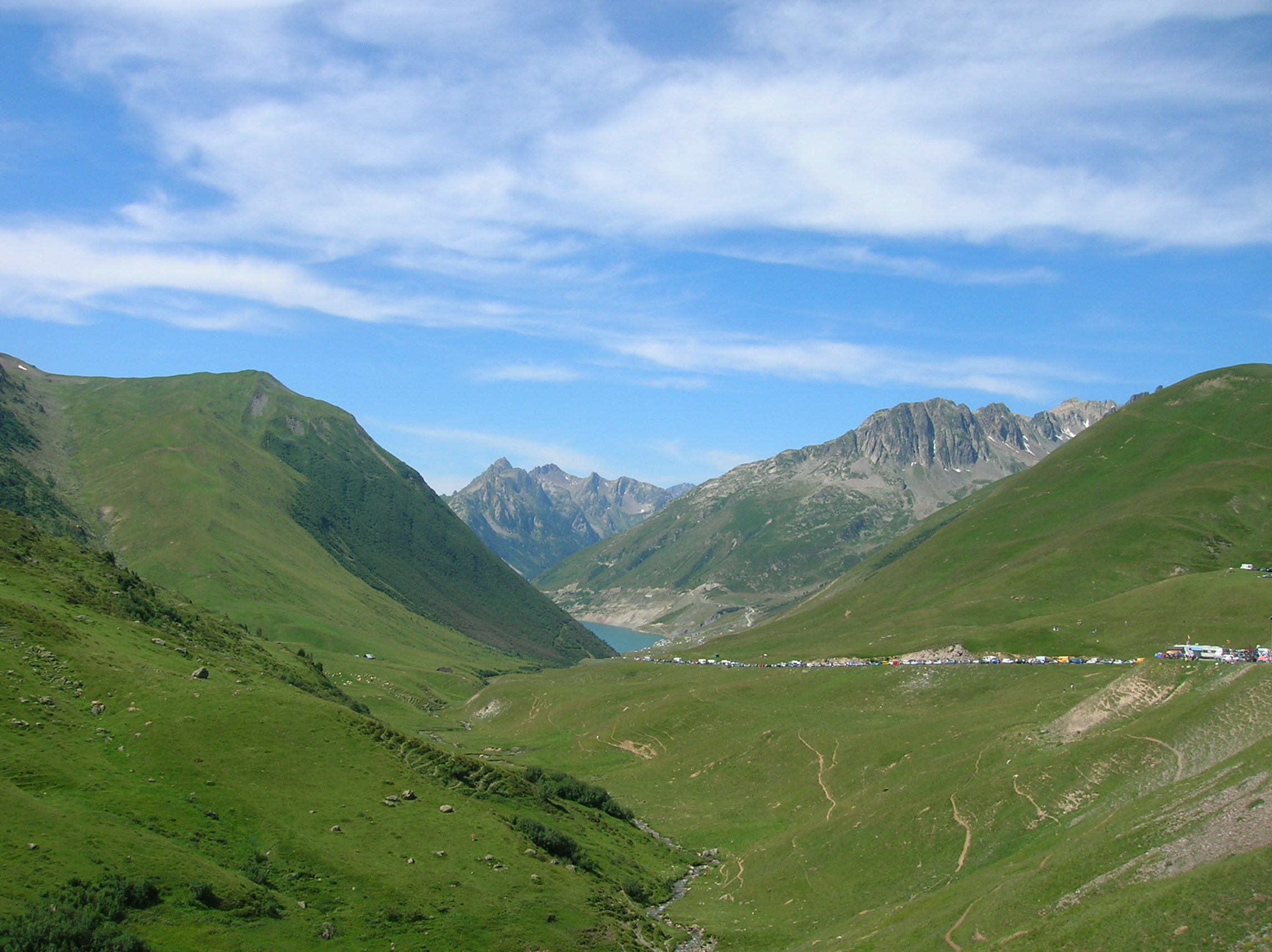
vue vers le sud-ouest à proximité du col.
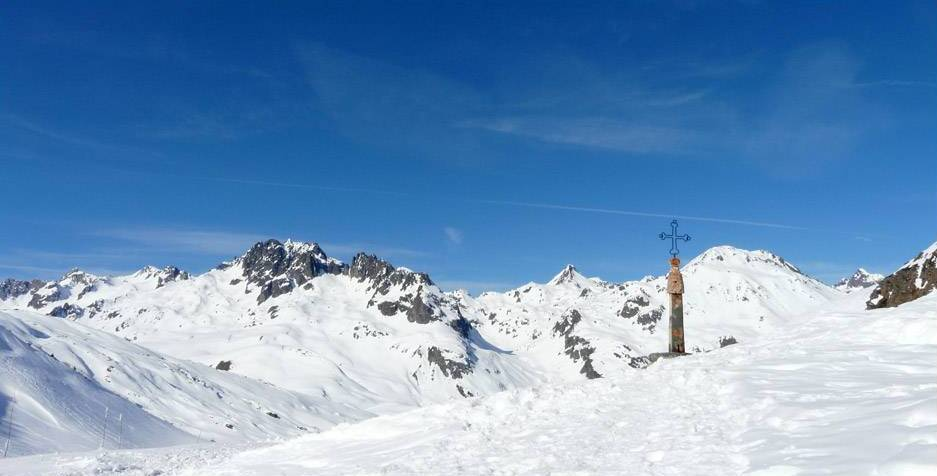
Le col et la croix en hiver.
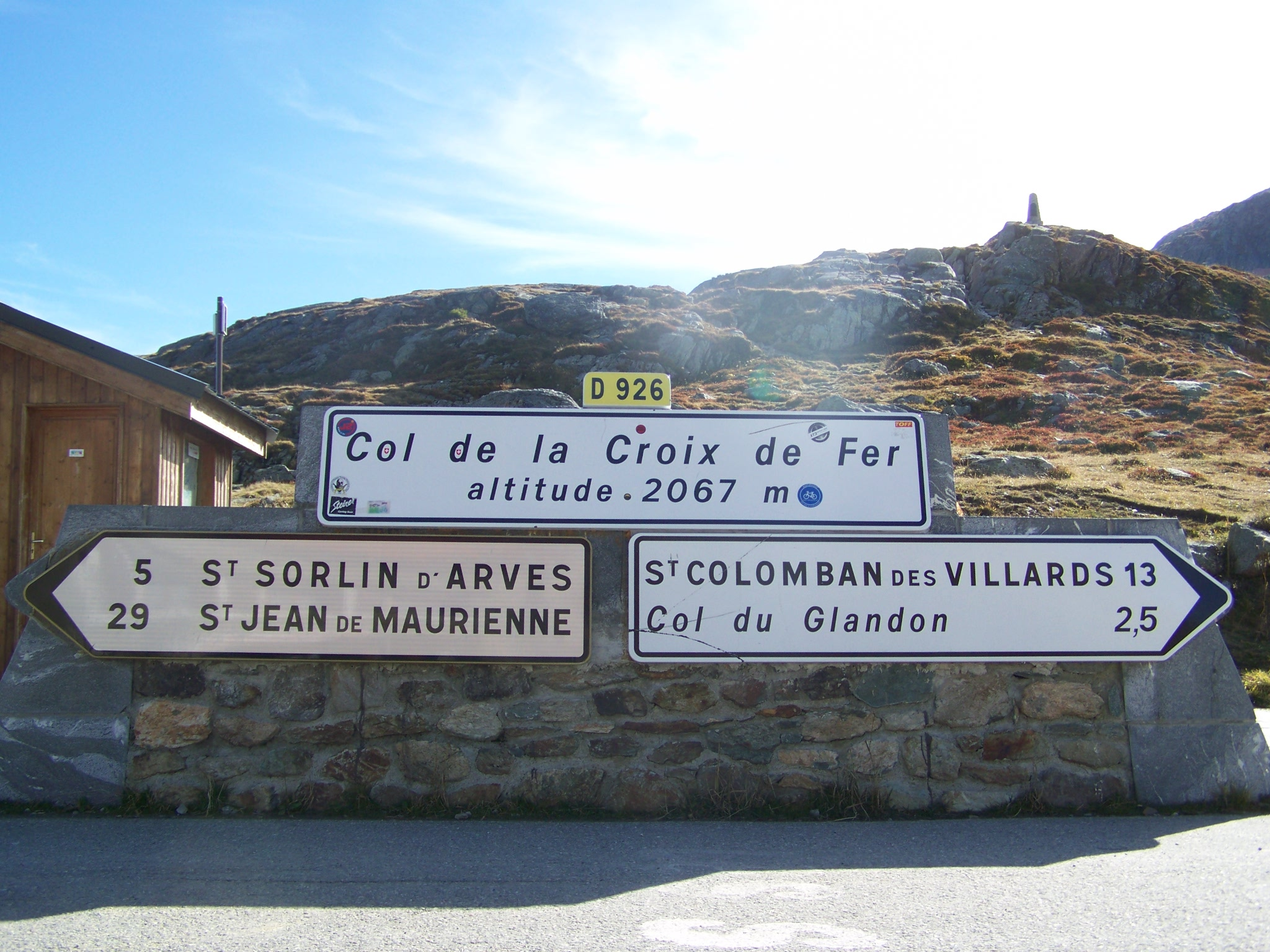
Panneaux routiers du col.

### Dans la culture
Le constructeur de vélo anglais Genesis a rendu hommage à sa manière à ce col, en donnant ce nom à sa gamme de vélo gravel.